# Кузьма Микола Володимирович
Мико́ла Володи́мирович Кузьма́ (нар. 21 грудня 1987, Промінь, Дніпропетровська обл. — пом. 29 серпня 2014, Іловайськ, Донецька обл.) — молодший сержант Збройних сил України, учасник російсько-української війни.

## Короткий життєпис
Народився 1987 року в селі Червоний Промінь (Криничанський район, Дніпропетровська область). Закінчив енергетичний технікум, проходив строкову службу у Внутрішніх військах, навчався в школі міліції. Закінчив Національний гірничий університет, працював на сміттєспалювальному заводі у Дніпропетровську.
Призваний за мобілізацією у квітні 2014-го. Командир відділення, 93-тя окрема механізована бригада.
Загинув під Іловайськом під час прориву з оточення «зеленим коридором» на дорозі поблизу села Новокатеринівка (Старобешівський район). 2 вересня тіло Миколи Кузьми разом з тілами 87 інших загиблих в Іловайському котлі привезено до запорізького моргу. Тимчасово похований на цвинтарі міста Запоріжжя, як невпізнаний Герой. Ідентифікований за експертизою ДНК, 13 лютого 2015 року воїна перепоховали в селі Червоний Промінь.
Залишилися батько Володимир Григорович, мама Валентина Юхимівна, старші брати Євген й Сергій.

## Нагороди та вшанування
За особисту мужність і героїзм, виявлені у захисті державного суверенітету та територіальної цілісності України, вірність військовій присязі під час російсько-української війни, відзначений — нагороджений
- 25 грудня 2015 року — орденом «За мужність» III ступеня (посмертно)[1]
- Його портрет розміщений на меморіалі «Стіна пам'яті полеглих за Україну» у Києві: секція 3, ряд 7, місце 29
- Вшановується 29 серпня на щоденному ранковому церемоніалі вшанування українських захисників, які загинули цього дня у різні роки внаслідок російської збройної агресії[2]